# Кереикау
Кереикау (чечен. Керайукъе) — горная вершина в Шаройском районе Чечни. Высота над уровнем моря — 2662 метра. Расположена к югу от горы Чархунышкорт и к северу от горы Серчихи. Одна из вершин Главного Кавказского хребта. На склонах горы находятся развалины чеченских башен Кеббой и Кеселой. К югу от вершины протекает река Шароаргун.